# Vyacheslav Kaminsky
Vyacheslav Kaminsky (tiếng Belarus: Вячаслаў Камінскі; tiếng Nga: Вячеслав Каминский; sinh 5 tháng 7 năm 1988) là một cầu thủ bóng đá Belarus. Tính đến năm 2017, anh thi đấu cho Luch Minsk.